# 植村真理
植村 真理（うえむら まり、1969年3月16日 - ）は、日本の将棋女流棋士。香川県高松市出身。女流棋士番号11（2011年3月31日までは24）。2015年引退。香川県明善高等学校(現在の英明高等学校)卒業。

## 人物
- 1985年、第21回全国高等学校将棋選手権女子個人の部で優勝しプロの道を志す。
- 1990年度の第2期女流王位戦で挑戦者となり、中井広恵女流王位に挑んだ。関西所属の女流棋士の挑戦は非常に珍しいものであったが、0-3で敗れて奪取はならなかった。
- 2005年頃から、女流棋士会の総会や懇親会に出席しないなどの非協力的な態度が問題となり、2006年1月5日付で林まゆみとともに女流棋士会を脱会処分となった（脱会後も対局は続けていた）が、2007年12月に、新体制となった女流棋士会と和解し復帰している。
- かつては小林健二が師匠であったが、現在、公式プロフィールでは師匠が空白になっている。
- 2015年3月31日、引退女流棋士規定により引退。生涯成績は171勝231敗。

## 昇段履歴
- 1987年00月00日 - 女流育成会入会
- 1988年00月00日 - 女流3級
- 1989年00月00日 - 女流1級
- 1990年00月00日 - 女流初段
- 1991年00月00日 - 女流二段
- 2003年05月21日 - 女流三段
- 2015年03月31日 - 引退（引退女流棋士規定）

## タイトル
- 1990年　女流王位(第2期)　挑戦